# Fundacja Vis Maior
Fundacja Vis Maior – fundacja, która powstała w 2002 roku mająca siedzibę w Warszawie.

## Historia
Fundacja powstała w 2002 roku i działa na rzecz ochrony praw osób z niepełnosprawnością wzroku. Stara się zwiększyć dostępność informacji, architektury, kultury i innych obszarów życia tej grupy społecznej.

## Projekty
- 1 kwietnia 2020 – 31 marca 2021. Wizyty domowe - laska, pies przewodnik, technologie. Projekt dofinansowany przez PFRON. Dla osób  niewidomych lub słabo widzących z całej Polski. Uczestnicy mogli uczestniczyć w zajęciach z orientacji przestrzennej,  poruszania się z psem przewodnikiem lub wziąć udział w zdalnym szkoleniu z obsługi komputera i smartfonów[2].
- 1 lutego 2019 – 31 marca 2020. Kurs na samodzielność. Projekt realizowany ze środków PFRON we współpracy z fundacją Pies Przewodnik. Zorganizowano szkolenia obejmujące umiejętności potrzebne osobom niewidomym w codziennym życiu takim jak:  czytania Braille’a, obsługa komputera i smartfona, poruszania się z białą laską, samodzielnego radzenia sobie w domu z gotowaniem gorących posiłków włącznie[3].
- 1 lutego 2019 – 31 grudnia 2022. Apsystent. Budowa kompleksowego systemu szkolenia i udostępniania osobom niewidomym psów przewodników oraz zasad jego finansowania. Projekt dofinansowany ze środków Europejskiego Funduszu Społecznego. W ramach projektu zaplanowano „opracowanie i przetestowanie kompleksowego systemu służącego zapewnieniu osobom niewidomym w Polsce dostępu do psów przewodników oraz włączenie go do polityk publicznych w obszarze rehabilitacji społecznej osób niewidomych"[4].
- 14 listopada 2018 – Wsparcie osób z niepełnosprawnościami w zakresie dostępu do nowych technologii oraz wsparcie w nabywaniu umiejętności w stosowaniu wspomagających sposobów porozumiewania się. Projekt dofinansowany ze środków m. st. Warszawy, realizowany we współpracy z Fundacją Edukacji Nowoczesnej[5]. W ramach projektu zorganizowano stały punkt konsultacyjny dla osób z niepełnosprawnościami o specjalnych potrzebach w komunikowaniu się, szkolenie z pisania brajlem na iPhonie, 1 raz w kwartale przez 8 kolejnych kwartałów przeprowadzono kampanię w urzędach, przedsiębiorstwach i innych instytucjach zwracając uwagę na potrzebę zapewnienia dostępności cyfrowej i wiedzę o h środkach komunikacji, które mogą być zastosowane[6].
- 1 kwietnia 2018 do 31 marca 2019 –  projekt Wybierz samodzielność 2018 (druga edycja) realizowany na terenie województwa mazowieckiego, dofinansowany ze środków PFRON[7].
- 1 kwietnia 2017 do 31 marca 2019 – Pies-mądry GPS 2017. W ramach projektu dofinansowanego ze środków PFRON zakupiono i przeszkolono psy przewodniki niewidomych[8].
- 17 lipca do 30 listopada 2017 – Wie, kto pyta 2017 projekt dofinansowany ze środków Urzędu Marszałkowskiego Województwa Mazowieckiego. W ramach projektu osoby z dysfunkcją wzroku z terenu województwa mazowieckiego mogły skorzystać z bezpłatnych porad psychologa, tyflopedagoga, prawnika i tyfloinformatyka[9].
- 17 lipca do 30 listopada 2017 roku – nie widzisz – chodź z nami, słuchaj i ćwicz projekt dofinasowany ze środków Urzędu Marszałkowskiego Województwa Mazowieckiego. W ramach projektu zrealizowano 6 całodziennych rajdów każdorazowo dla 20 osób niewidomych i 10 wolontariuszy. Dodatkowo przygotowano płytę z godzinnym treningiem prowadzonym przez trenera fitness[10].
- 1 kwietnia 2017 do 31 marca 2018 na terenie województwa mazowieckiego projekt Wybierz samodzielność (2 edycja)[11].
- 2017 Niewidomi na sportowo - upowszechnianie i wspieranie kultury fizycznej osób niewidomych i słabowidzących projekt dofinansowanego ze środków Urzędu m.st. Warszawy. W jego ramach zrealizowano dla osób niewidomych lub słabowidzących, mieszkańców Warszawy zajęcia pilates (od marca do końca roku 2017), spotkania z dietetykiem, terapeutą i fizjoterapeutą[12].
- 1 marca 2017 do 31 grudnia 2019. Ruszaj w miasto 2017-2019 - niewidomi samodzielni i bezpieczni projekt dofinansowany ze środków Urzędu m. st. Warszawy. W ramach projektu zrealizowano kursy i zajęcia indywidualne z: orientacji przestrzennej i czynności życia codziennego(30 h na osobę), zajęcia z posługiwania się nowoczesnymi technologiami takimi jak: Internet, nawigacja GPS, aplikacje ułatwiające poruszanie się, rozpoznawanie tekstu, kolorów, oznaczanie przedmiotów itp. (10 h na osobę) i 6 warsztatów grupowych czynności życia codziennego ze szczególnym uwzględnieniem przygotowywania posiłków, prowadzenia gospodarstwa domowego, obsługi urządzeń ułatwiających codzienne funkcjonowanie[13].
- 1 lutego do 30 listopada 2017. Inkubator Zatrudnienia Osób Niewidomych projekt dofinansowany ze środków Europejskiego Funduszu Społecznego realizowanego w ramach Programu Operacyjnego Wiedza Edukacja Rozwój – Punkty Inkubacji Innowacji. Grantodawcą była fundacja „Merkury” z Wałbrzycha[14].
- 1 kwietnia 2016 do 31 marca 2017. projekt Wybierz samodzielność (pierwsza edycja) realizowany na terenie województwa mazowieckiego. W ramach projektu zaproponowano: konsultacje psychologiczne lub terapeutyczne, kursy komputerowe, kursy języka angielskiego, warsztaty ze stylizacji, kulinarne i inne[15]
- 1 czerwca do 31 grudnia 2016. Ogólnopolski projekt Wie kto pyta dofinansowany ze środków PFRON. Podczas jego realizacji osoby niewidome i słabowidzące, w tym z niepełnosprawnością sprzężoną, ich rodziny, potencjalni pracodawcy, przedstawiciele placówek edukacyjnych i kulturalnych, firmy oraz instytucje zainteresowane tematyką związaną z niepełnosprawnością mogły skorzystać z bezpłatnych porad prawnika, tyflopedagoga, psychologa i tyfloinformatyka[16].
- 1 kwietnia do 31 grudnia 2016. Projekt Ruszaj w miasto – niewidomi bezpieczni i samodzielni dofinansowanym przez Urząd m.st. Warszawy. Podczas jego realizacji prowadzono indywidualne kursy orientacji przestrzennej i czynności życia codziennego (30 h na osobę) i  6 warsztatów grupowych  z czynności życia codziennego, szczególnie gotowania[17][18].
- 2013.  Projekt Bank dostępny dla każdego dofinansowany ze środków Narodowego Banku Polskiego w ramach którego przygotowano e-kurs o dostępności banków dla osób z niepełnosprawnościami  dostępny na stronie internetowej Fundacji oraz film Niewidomy klient w banku dostępny na portalu YouTube[19].
- Od maja 2014 do marca 2017 roku projekt Kurs na samodzielność[20].
- 2013–2016. Projekt Wiele potrafię bezwzrokowo dofinansowany ze środków PFRON. W ramach projektu przeprowadzono zajęcia z orientacji przestrzennej (poruszanie się z białą laską), czynności życia codziennego, nauki braila, terapii widzenia, bezwzrokowej obsługi komputera i urządzeń specjalistycznych dla osób z dysfunkcją wzroku, warsztaty grupowe z trenerem zarządzania rozwojem osobistym, trenerem rozwoju kariery zawodowej, tyflopedagogiem, prawnikiem, specjalistą ds. przedsiębiorczości i zarządzania budżetem domowym oraz warsztaty korzystania z pomocy psa przewodnika i opieki nad nim[21].
- Od marca 2015 do kwietnia 2016 projekt Niewidomi na posiedzeniach organów władzy publicznej dofinansowany przez Fundację Batorego[22].
- 1 stycznia 2014 do 31 marca 2017. Projekt Pies mądry GPS 2014 w ramach którego zakupiono 16 psów, przygotowano je do roli przewodników i przekazano osobom niewidomym[23].
- 2007–2013. Projekt Inwestycje dla wszystkich we współpracy z Polskim Związkiem Głuchych i Fundacją TUS. W jego ramach audytorzy z całej Polski przebadali 200 inwestycji sfinansowanych ze środków Unii Europejskiej pod kątem dostępności dla osób z różnymi niepełnosprawnościami[24].
- 1 maja do 31 grudnia 2014 projekt Wszystko o psie przewodniku. Celem projektu było przygotowanie przewodnika, który jest dostępny w formie ebooka, audiobooka i na stronie internetowej. Teksty przygotowały przedstawicielki Polskiego Związku Niewidomych i Fundacji na rzecz Osób Niewidomych Labrador Pies Przewodnik[25].
- 19 sierpnia do 31 grudnia 2013. Projekt Niewidomy uczeń w naszej szkole realizowany ze środków Ministerstwa Edukacji Narodowej. W ramach jego realizacji przeprowadzono 290 lekcji dla uczniów szkół podstawowych i gimnazjów na temat funkcjonowania i potrzeb osób niewidomych oraz 6 pięciogodzinnych warsztatów dla nauczycieli i rodziców[26].
- 1 października 2013 do 30 czerwca 2014. Projekt Nie daj sobie w kasę dmuchać realizowany we współpracy z Narodowym Bankiem Polskim. W jego ramach przeprowadzono zajęcia z zakresu ekonomii dla 100 uczniów z ośrodków szkolno-wychowawczych dla niewidomych i słabowidzących z terenu całej Polski[27].
- 1 lipca do 31 października 2013. Projekt Komputer przyjazny niewidomym 2013 w ramach którego zorganizowano szkolenie dziesięciu osób niewidomych i słabowidzących z województwa Mazowieckiego ze znacznym bądź umiarkowanym stopniem niepełnosprawności z zakresu obsługi komputera i programów dla niewidomych[28].
- 1 stycznia do 31 grudnia 2013. Projekt Pies Mądry GPS 2013 dofinansowany ze środków PFRON obejmujący zakup i szkolenie psów przewodników[29].
- 1 stycznia do 31 grudnia 2012. Projekt Zobaczcie nas 2012 dofinasowany ze środków PFRON. Działania w ramach projektu obejmowały kampanię w środkach masowego przekazu i 500 godzin zajęć w 68 szkołach na temat funkcjonowania osób niewidomych i słabowidzących, ich kompetencji i możliwości[30].
- 16 lipca do 31 października 2012. Projekt Komputer przyjazny niewidomym 2012 dofinansowany przez Urząd Marszałkowski Województwa Mazowieckiego ze środków PFRON. W jego ramach przeprowadzono szkolenia z obsługi komputera dla osób niewidomych i słabowidzących z terenu województwa mazowieckiego[31].
- Listopad 2011 do marca 2012. Projekt Pieniądze oraz usługi bankowe wczoraj, dziś i jutro dofinansowany ze środków narodowego Banku Polskiego. W ramach projektu zorganizowano zajęcia i warsztaty dla dzieci, młodzieży i osób dorosłych z historii bankowości, sposobów rozpoznawania pieniędzy i korzystania z usług bankwych przez osoby niepełnosprawne[32].
- 1 lipca do 31 grudnia 2011. Projekt Zobaczcie nas 2011 dla osób z województwa mazowieckiego i warmińsko-mazurskiego dofinansowany ze środków PFRON. W ramach projektu przeprowadzono 523 lekcje w szkołach na temat funkcjonowania osób niepełnosprawnych, szkolenia dla pracowników placówek kulturalno-edukacyjnych oraz organizacji pozarządowych pracujących z osobami z dysfunkcją wzroku oraz artykuły, ulotki i publikacje na temat aktywności osób niewidomych i słabowidzących w różnych dziedzinach życia[33].
- 1 stycznia do 31 grudnia 2011. Projekt Pies mądry GPS 2011 dofinansowany ze środków PFRON w ramach którego przeszkolono 13 psów[34].
- 2011 Projekt Wędrówki po niewidocznej Warszawie we współpracy z Domem Spotkań z Historią i dofinansowany ze środków Fundacji Orange. W jego ramach 150 osób niewidomych i słabowidzących z terenu całej Polski mogło dzięki przygotowanym na potrzeby projektu mapom i makietom poznać wybrane rejony Warszawy[35].
- 2010. Projekt Pasjoterapia realizowany we współpracy z Stowarzyszeniem Edukacyjno-Teatralnym „Teatr Nasz", a dofinasowany ze środków PFRON. Podczas warsztatów 30 niepełnosprawnych bezrobotnych osób wzięło udział w zajęciach grupowych rozwijających ich pasje artystyczne, poradnictwa zawodowego i przedsiębiorczości[36].
- 2010. Projekt Pies mądry GPS 2[37].
- 2010 Projekt Niewidomi bezpieczni w stolicy dofinansowany ze środków Urzędu m.st. Warszawy. W jego ramach odbyło się szkolenie z orientacji przestrzennej oraz bezwzrokowego wykonywania czynności dnia codziennego dla 12 niewidomych mieszkańców Warszawy[38].
- 2010 projekt Komputer oczami na świat dofinansowany ze środków Urzędu m. st. Warszawy[39].
- 2009 projekt Zobaczcie nas dofinasowany ze środków PFRON. W ramach projektu osoby niewidome z psami przewodnikami przeprowadziły 200 zajęć w szkołach województwa mazowieckiego i pomorskiego[40].
- 2009 projekt Wsparcie w usamodzielnianiu się osób niewidomych dofinasowany ze środków Urzędu m. st. Warszawy. W ramach którego 12 osób niewidomych wzięło udział w kursach z orientacji przestrzennej, w siedzibie fundacji odbyło się 10 spotkań dla osób niewidomych[41].
- 2007 projekt Wiele potrafię bezwzrokowo 2007 projekt realizowany w ramach Partner 2006 i współfinansowany przez Fundację BRE Banku[42].
- 2009 Projekt Wiele potrafię bezwzrokowo 2009 dofinansowany ze środków PFRON, Urzędu m.st. Warszawy i Zarządu Województwa Mazowieckiego. W jego ramach przeszkolono 77 osób niewidomych z orientacji przestrzennej, uczono bezwzrokowego wykonywania czynności dnia codziennego, terapię widzenia, alfabetu Braille'a, naukę bezwzrokowej obsługi komputera, języków obcych, prowadzono poradnictwo zawodowe, warsztaty psychologiczne,  z prowadzenia działalności gospodarczej i prawa[43].

## Nagrody
- 2011: Nagroda Lodołamacze. Pracodawcy wrażliwi społecznie przyznana przez Polską Organizację Pracodawców Osób Niepełnosprawnych. I miejsce w kategorii Pracodawca Nieprzesiębiorca dla Fundacji „Vis Maior” „Nagroda za prowadzenie licznych działań mających na celu promowanie czynnego i równego udziału osób z dysfunkcją wzroku w różnych dziedzinach życia społecznego, zawodowego, kulturalnego i sportowego”[44].
- 2013: Nagroda Lodołamacze. Pracodawcy wrażliwi społecznie. II miejsce w kategorii Pracodawca Nieprzesiębiorca[45]

## Prezesi
- Jolanta Eleonora Kramarz od 24 października 2002 roku[46].